# Can Llorell (Mataró)
Can Llorell és un edifici del municipi de Mataró (Maresme) que forma part de l'Inventari del Patrimoni Arquitectònic de Catalunya.

## Descripció
És un edifici civil, una construcció formada per una planta baixa, tres pisos i un terrat. Està edificada sobre restes romanes i mosaics del segle i.

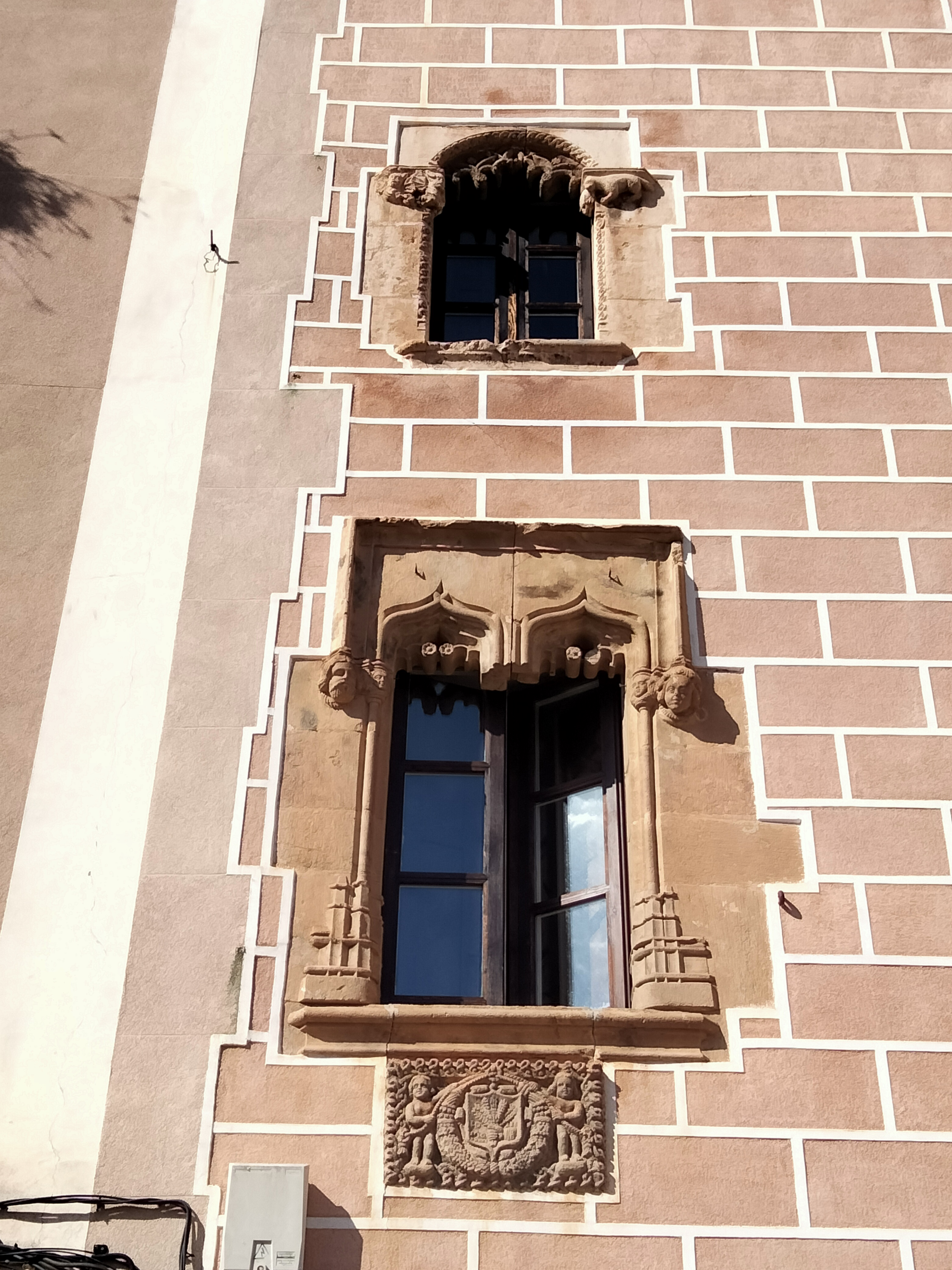
Finestrals gòtics de l'esquerra de la façana i escut

Dins el conjunt destaquen cinc finestrals gòtics, tots ells amb brancals, ampits i llindes realitzats amb carreus de pedra molt ben treballats. Algunes finestres tenen la llinda treballada en forma d'arc carpanell amb lòbuls amb petits caps esculpits a les puntes i a la línia de les impostes que rematen un guardapols. Hi ha una finestra d'arc conopial i una altra de geminada amb dos arquets conopials a la que li manca la columneta central. Destaca una finestra d'estil poc freqüent dins el gòtic català, amb una sanefa geomètrica que la perfila i un calat de la pedra molt acurat a la llinda. Sota la finestra geminada hi ha un relleu esculpit en pedra que representa dues mans aguantant una mata.
Per l'heterogeneïtat de formes i la disposició en façana, molt probablement provenen de diferents llocs i van ser col·locades amb posterioritat.